# Schwartmecke (Eslohe)

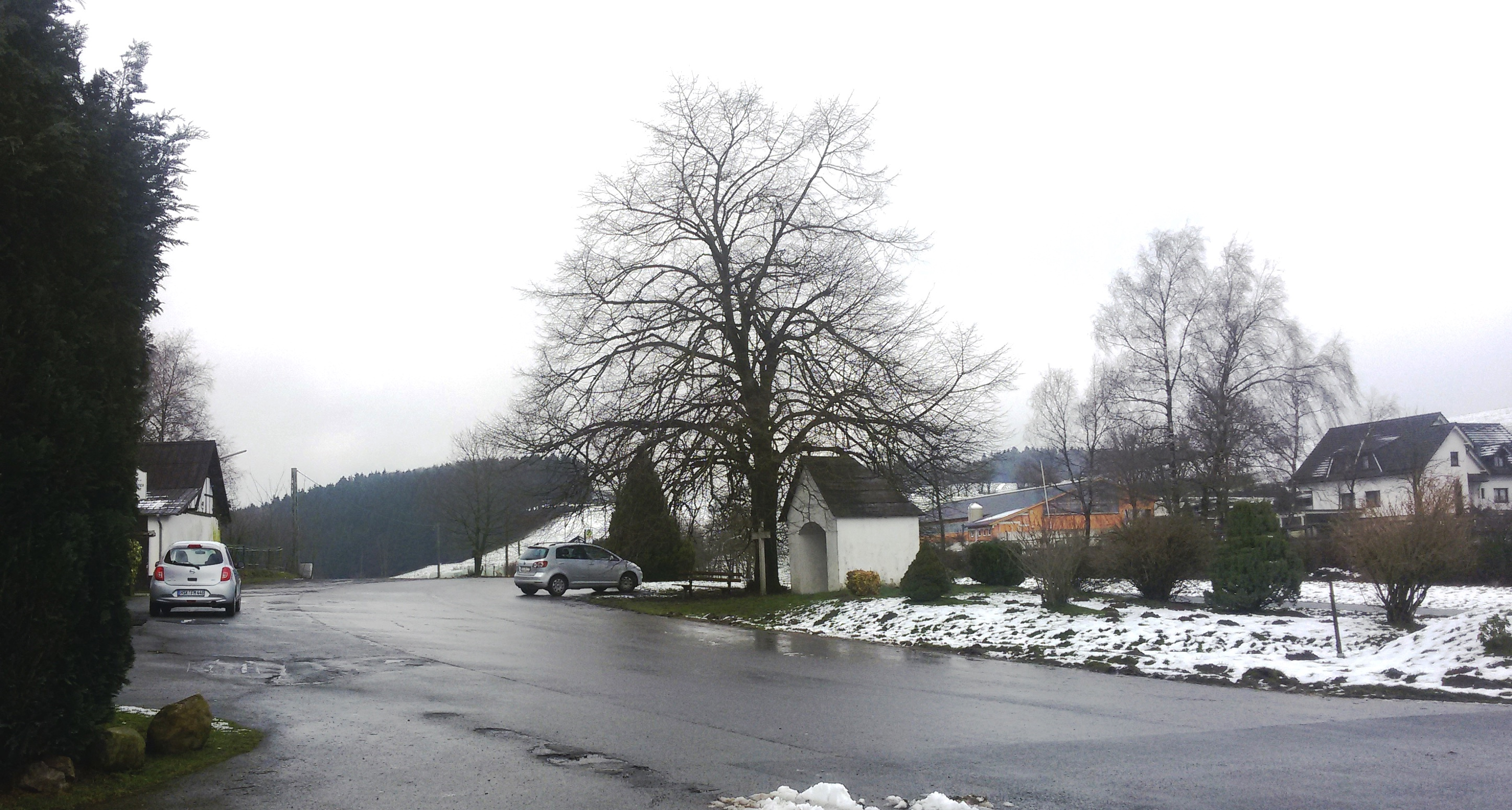
Auf der Schwartmecke mit Blick auf die Reithalle (Januar 2016)

 Schwartmecke ist ein Ortsteil von Eslohe im nordrhein-westfälischen Hochsauerlandkreis in Deutschland.
Die Ortschaft liegt in einer Höhe von 467 m ü. NHN und rund ein Kilometer südwestlich von Cobbenrode. Der Ortsteil mit 13 Einwohnern befindet sich direkt am höchsten Punkt der Bundesstraße 55 zwischen Cobbenrode und Oedingen. Westlich von Schwartmecke entspringt der Elspebach als Schwartmecke auf einer Höhe von 439 m ü. NHN. An Schwartmecke grenzen die Ortschaften Cobbenrode, Leckmart, Oedingen und Obermarpe.
In einer Statistik des Kreises Eslohe aus der Zeit um 1819 ist der Ort noch nicht aufgeführt, in der Kartenaufnahme um 1840 findet sich die Bezeichnung Auf der Cobbenroder Höhe und um 1900 wird die Ortschaft als Schwartmecke bezeichnet. Sie lag an der Grenze zwischen den Gemeinden Oedingen und Cobbenrode und gehörte bis zur Neugliederung des Landkreises Olpe im Jahr 1969 zur Oedingen, dann zu Lennestadt. Seit dem 1. Januar 1975 ist Schwartmecke ein Ortsteil der neuen Gemeinde Eslohe. Schwartmecke gehört zur Kirchgemeinde St. Nikolaus in Cobbenrode.
Die Bekanntheit des Ortes wird wesentlich begründet durch den Zucht-, Reit und Fahrverein Schwartmecke e. V. Der Verein verfügt über eine Reithalle (20 × 40 Meter) mit Stallungen, Außenplätzen und Tribünengebäude. Das sportliche Angebot umfasst u. a. das Dressur- und Springreiten, das heilpädagogische Reiten und Voltigieren. Bedeutende jährliche Veranstaltungen sind die Reitertage im Monat August und das Kaltblutrennen.